# Juan Carlos Sábat Pebet
Juan Carlos Sábat Pebet (Montevideo, 21 de enero de 1903 - 25 de enero de 1977) fue un docente, escritor, periodista, ensayista, poeta y conferencista uruguayo.
Fue hijo del artista Hermenegildo Sábat Lleó, sobrino del poeta Carlos Sabat Ercasty, y padre del caricaturista Hermenegildo Sábat Garibaldi.
Su labor periodística abarcó medios tan diversos como Mundo Uruguayo, Imparcial, Acción, El Plata, el suplemento dominical de El Día y El País''. 
Una calle en el barrio montevideano del Buceo (Montevideo) lleva su nombre.

## Selección de obras
- El verso castellano (1924)
- Pedagogía y literatura (1925)
- El cantor del Tala: monografía y crítica de D. José Alonso y Trelles "El Viejo Pancho" (1929)
- Teatro Nacional: glosas acerca de sus orígenes (1930)
- Rodó en la Cátedra (1931)
- Retornos del Ápex (1938)
- Rebencasos (1939)
- Comprensión del hermano Jorge (1938)
- Indignación (1940)
- Romancero de Figueroa y otros ritmos (1941)
- Grito de América por Hungría (1958)
- Darse (1958)
- El teatro dramático italiano en el Uruguay desde fines del siglo XVIII hasta 1910 (1962)
- Sinfonía centenaria a Artigas (póstumo, 1977)
- Romance del paso de los Andes (póstumo, 1979)